# Administrativní budova spojů

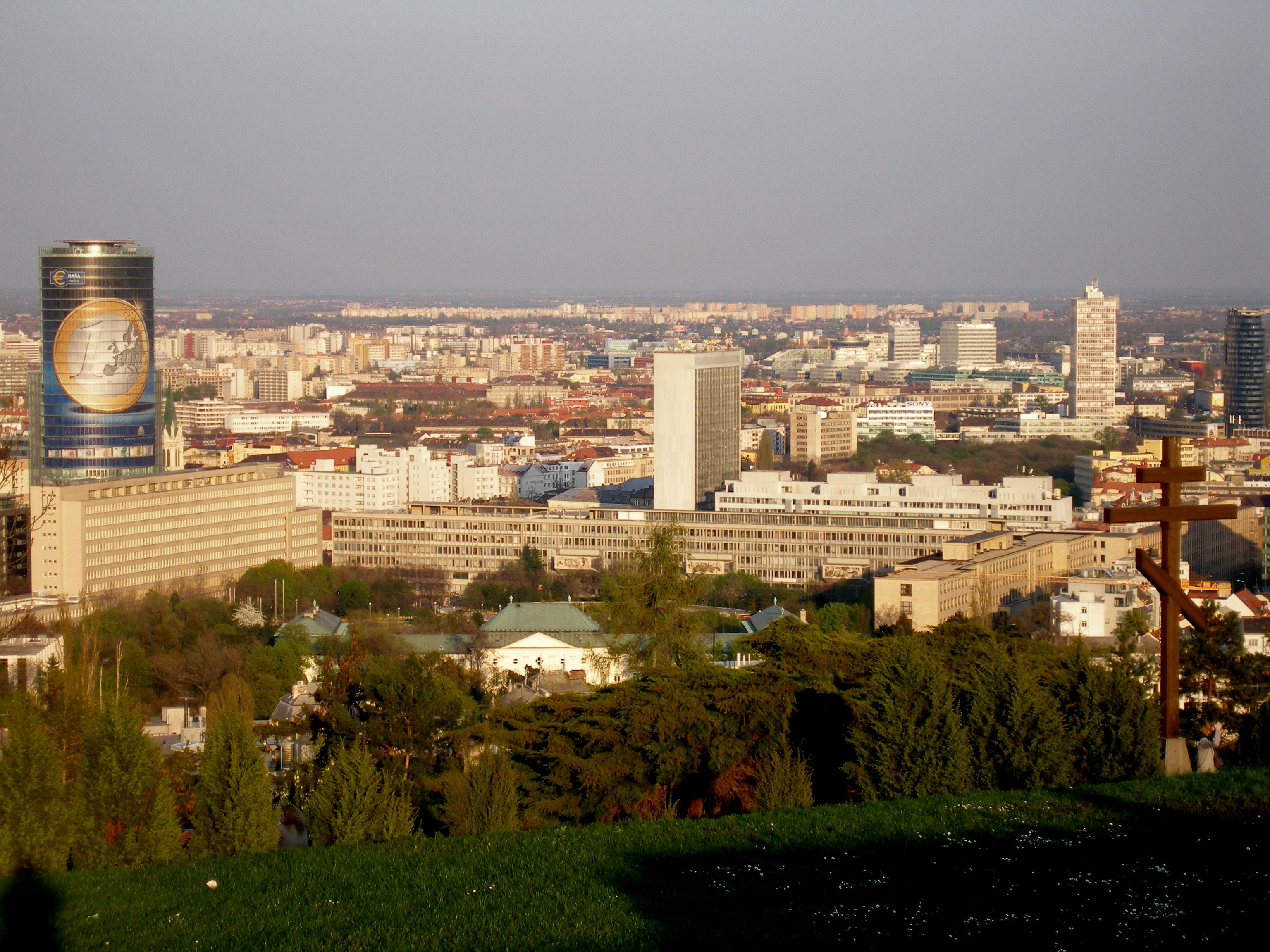
Budova spojů (vlevo dole) v rámci městské zástavby, pohled ze Slavína

Administrativní budova spojů v Bratislavě (nebo původně Ústřední poštovní správa, Poštovní palác) je budova na Náměstí Svobody v Bratislavě, v níž sídlí mj. Ministerstvo dopravy, výstavby a regionálního rozvoje Slovenské republiky.

## Soutěžní návrh
Návrh Eugena Kramára se Štefanem Lukačovičem pochází ze soutěže s Klementem Šilingerem. Oba návrhy se opíraly o výsledky soutěže z roku 1942, jejímž vítězným návrhem byl návrh Josefa Gočára z Prahy. Položil základy konceptu, na kterém později stavěl i Emil Belluš při projektu Fakulty architektury a Martin Kusý s kolektivem při projektu Strojnické fakulty. V souvislosti s vypsáním mezinárodní architektonické soutěže v roce 1942 na řešení tzv. vládní čtvrti na Náměstí Svobody a v návaznosti na její výsledky, byla v roce 1946 vypsána soutěž na budovu pošty. Na základě výsledků soutěže získali architekti Kramár a Lukačovič objednávku na projekt a v roce 1952 budovu zrealizovali. Původní návrh měl ve střední části 17 nadzemních podlaží, ale vzhledem k značně konzervativním názorům na Úřadu památkové péče, návrh odmítli s odůvodněním, že nebude vidět Bratislavský hrad. Na rozdíl od návrhu italských architektů bratří La Padulovců však autoři snížili počet podlaží severního hospodářského křídla, aby nezablokovali průhledy na Malé Karpaty, ve smyslu základního urbanisticko-architektonického konceptu, jehož autorem byl architekt Kramár.

## Popis stavby
Poštovní budova byla první stavbou, která nasadila Bratislavě nové zvětšené měřítko, přesto se autorům podařilo vytvořit architekturu s měřítkem adekvátním velikosti náměstí. Hmotové členění je citlivě vyvážené. Obložení fasády bílými keramickými obklady autoři navázali na ideu Emila Belluše o "bílé Bratislavě".
Elegantně řešená fasáda se však v následujících letech po své realizaci, kdy se vzorem stala architektura socialistického realismu vyznačující se bohatou dekorativností, stala pro vládnoucí režim nepřijatelným prvkem. Funkcionalismus jako tehdejší metodický princip charakterizovala filozofie tvůrčí vůle na bázi ekonomicko-technické i technologicko-realizační. Poštovní budova, nejvýraznější funkcionalistický objekt té doby, koncipovala se jako velký solitér na náměstí, upraveném zejména pro vojenské účely. Skokem do nového měřítka naznačila nové kompozičně-výtvarné tendence města a stala se dominantou její části.
Předstihla dobu, i když právě tehdy, když byla budova dostavěna, začala funkcionalistická architektura své poslední, vrcholné období.
Z roku 1954 jsou dokonce zachovány návrhy, které by znamenaly přefasádování budovy v duchu tehdejšího vládního režimu. Jeden z návrhů by změnil budovu k nepoznání girlandami a dalšími ozdobami, různými věžičkami tak, aby se zapojila do kompozice socialistické představy Bratislavy. Jiný zase navrhoval obestavět celou fasádu mohutnou kolonádou, která by překryla celou nepřijatelnou fasádu budovy. Žádný z těchto návrhů nebyl realizován a budova si zachovala svou původní tvář.[zdroj?]

## Konstrukční a kompoziční principy uplatněné při výstavbě
Autoři se při návrhu budovy zabývali také typizací a rozměrovou technickou normalizací. Navrhli podélný modul 12×600 mm, tedy 7200 mm. Zavedení modulu, modulové koordinace a rozměrové unifikace, bylo předpokladem pro využití průmyslových metod stavění a zároveň umožnilo variabilitu náročných provozních vztahů s výrazným ekonomickým přínosem hlavně ve snížení výměry komunikačních a neprovozních ploch.
Objekt má ocelovou nosnou konstrukci, kterou navrhli ve Vítkovicích. Vzhledem k velké roztažnost a celkovou pružnost nosné konstrukce byla velkým problémem dilatace, která je v každém třetím poli, ale samozřejmě není viditelná. Zajímavostí řešení je, že výplň ocelové konstrukce a zároveň její ochrana proti požáru je ze speciálních tvarovek, navržených pro tento objekt a vyrobených v Pezinské cihelně. Funkční a provozní jednota a správná Typologická vazba je vyjádřena po stránce formy jednoduchými architektonickými výrazovými prostředky, s důrazem na ekonomickou stránku řešení. Kromě celkového objemového řešení a kompozice objektu je zajímavý monumentální vstupní portál z Náměstí Svobody, s červeným kamenným ryolitovým schodištěm, řečnickým pultem, vlajkosláva apod.
Zejména po řemeslné a technologické stránce je výborně udělaný vnější obklad budovy z mrazuvzdorných keramických obkladaček Alit. V zájmu dosažení architektonického akcentu hmot a materiálů jsou spodní podlaží zasunuta a obložena deskami z mrákotínské leštěné žuly. Plasticitu jinak deskového objektu tvoří hluboko zasunuté okna, kde nosná konstrukce vytváří primární stínicí efekt na jižní fasádě a brání nadměrným tepelným ziskům.
Zasklená stěna do Štefanovičovy ulice je z prvků ThermoLux, kde mezi dvě skla je vložena skleněná rohož, čímž jsou minimalizovány tepelné ztráty velkou zasklenou plochou.
Zajímavým detailem nejen objektu pošty, ale všech realizací autorské dvojice Kramár – Lukačovič, jsou ploché střechy. Velmi zranitelnou část dnešních staveb zvládli bez nejmenších problémů, ačkoli současné fyzikálně-technické a jiné odborné poznatky nebyly v těch časech vůbec známé. Použité turniketové dveře ve vstupech zabraňují komínovému tahu v objektu a umožňují neustále otevírání bez nepříznivých vlivů. Pro vertikální komunikaci mezi patry v objektu je ve vysokých budovách téměř nenahraditelný páternosterový výtah, jako vhodný doplněk k tradičním rychlovýtahům a nákladním výtahům.
Efektní, trvanlivé a kvalitní jsou detaily některých zámečnických prací z antikorozního materiálu apod. U objektu Administrativní budovy spojů se ukázal hlavní předpoklad úspěšného díla od propracovanosti a dořešení základní koncepce až po dokonalý architektonický detail, umocněný volbou kvalitního materiálu
Budova spojů je technickou památkou.

## Současné užití
V budově sídlí (stav 2023) Ministerstvo dopravy, pošt a telekomunikací Slovenské republiky. Některé části budovy jsou pronajaty jiným institucím, například na 8. patře se nachází sídlo Ústavu paměti národa (ÚPN).